# Gabriel Florit Ferrer
Gabriel Florit Ferrer (Sineu, 11 de desembre de 1944 -12 de juny de 2024), també conegut com a Biel Florit o com a Sabateret, va ser un poeta, escriptor i polític mallorquí.

### Compromís cívic i polític
Nascut en una família treballadora, el seu pare era fuster d'ofici, en acabar el batxillerat estudià peritatge mercantil, però es dedicà al comerç. Des de jove milità activament en defensa de la llengua, la cultura i la identitat dels mallorquins. Fou un dels fundadors de l'agrupació d'electors Sineuers Independents, en els primers anys de la Transició democràtica, agrupació que guanyaria les primeres eleccions democràtiques a Sineu. Més tard fou un militant històric del Partit Socialista de Mallorca. Després, va fer costat a la formació Gent per Sineu col·lectiu que sintonitzava amb les propostes d'Esquerra Republicana de les Illes Balears i d'altres col·lectius nacionalistes i progressistes del seu poble, entre el 2015 i el 2023.

### Aportació literària
L'interès central de Biel Florit fou la literatura i la poesia. El seu estil destaca per la recerca en les fonts del llenguatge popular.
Ja amb vint-i-tres anys havia estat premiat amb la Viola als Jocs Florals de Felanitx. El 1980 publica el seu primer poemari, Carussa. Tres anys més tard apareix el seu primer llibre en prosa Prims de barra un llibre amarat de la forma de parlar de Sineu.
A la darrera dècada del segle XX la seva poesia és ben apreciada i reconeguda en l'àmbit literari més enllà de les Illes. Són anys que publica els poemaris Pols de corc: en clau de sístole (1992) i Diàstole i quatre poemes d'amor (1994), editat a Mallorca per Moll. Des de llavors, la seva producció és abundosa amb títols com Ferro de baula (1997), Cal Calma (1998), Segar arran (1999), El color de les coses (2000), Restoble (2001), Somada (2003), El salt de l'àngel (2007) o Com l'aigua (2009).
Els seus articles setmanals publicats a Diari de Balears van ser aplegats en publicacions, primer el 1996, en Albellons de la memòria i posteriorment en Pa llescat, el 2001 i Terra prima, el 2005.
El 2005 apareix l'antologia, amb traducció al castellà acarada a l'original català, A barlovento. Antología poética/A sobrevent. Un recull preparat per Sebastià Bennassar, que aplega poemes dels deu llibres de poesia que havia publicat fins llavors.

## Obra

### Poemaris
- Carussa (1980)
- Amb els ulls fits (1990)
- Pols de corc: en clau de sístole (1992)
- Diàstole i quatre poemes d'amor (1994)
- Ferro de baula (1997)
- Cal calma (1998)
- Segar arran (1999)
- El color de les coses (2000)
- Restoble (2001)
- Somada (2003)
- El salt de l'àngel (2007)
- Com l'aigua (2009)

### Prosa
- Prims de barra (1983)
- Històries de Son Sarigot (1991)
- Albellons de la memòria (1998)
- Crepuscle al paradís (2000)
- Mai en dejú (2004)
- Terra prima (2005)
- El gep dels altres (2008)
- Sineu. Fills il·lustres alternatius (2016)

### Reculls d'articles
- Pa llescat (2001)
- El gep dels altres (2008)

### Assaig
- Sineu. El mercat dels dimecres, la fira del maig (2004)